# HD50708
HD50708 — хімічно пекулярна зоря спектрального класу A0, що має видиму зоряну величину в смузі V приблизно  9,8.
Вона  розташована на відстані близько 813,4 світлових років від Сонця.